# Kwak Tae-hwi
Đây là một tên người Triều Tiên, họ là Kwak.
Kwak Tae-hwi (tiếng Hàn: 곽태휘; phát âm tiếng Hàn Quốc: [kwak̚.tʰɛ̝.ɦɥi]; sinh ngày 8 tháng 7 năm 1981) là một cầu thủ bóng đá người Hàn Quốc hiện tại thi đấu cho FC Seoul và đội tuyển bóng đá quốc gia Hàn Quốc.
Kwak bị mù mắt trái sau khi bị đá trúng mặt trong một trận bóng đá ở trường.

## Sự nghiệp câu lạc bộ

### FC Seoul
Năm 2005, Kwak bắt đầu thi đấu chuyên nghiệp cho FC Seoul.

### Jeonnam Dragons
Kwak gia nhập Jeonnam Dragons ngày 25 tháng 7 năm 2007.

### Al-Hilal
Kwak gia nhập Al-Hilal ngày 27 tháng 12 năm 2013.

### FC Seoul
Kwak trở lại FC Seoul ngày 7 tháng 7 năm 2016.

## Sự nghiệp quốc tế
Tỉ số và kết quả liệt kê bàn thắng của Hàn Quốc trước.
| # | Ngày                 | Địa điểm                | Đối thủ      | Tỉ số | Kết quả | Giải đấu                                     |
| - | -------------------- | ----------------------- | ------------ | ----- | ------- | -------------------------------------------- |
| 1 | 2 tháng 2 năm 2008   | Seoul, Hàn Quốc         | Turkmenistan | 1–0   | 4–0     | Vòng loại giải vô địch bóng đá thế giới 2010 |
| 2 | 17 tháng 2 năm 2008  | Trùng Khánh, Trung Quốc | Trung Quốc   | 3–2   | 3–2     | Cúp bóng đá Đông Á 2008                      |
| 3 | 15 tháng 10 năm 2008 | Seoul, Hàn Quốc         | UAE          | 4–1   | 4–1     | Vòng loại giải vô địch bóng đá thế giới 2010 |
| 4 | 3 tháng 3 năm 2010   | London, Anh             | Bờ Biển Ngà  | 2–0   | 2–0     | Giao hữu                                     |
| 5 | 6 tháng 8 năm 2012   | Doha, Qatar             | Qatar        | 2–1   | 4–1     | Vòng loại giải vô địch bóng đá thế giới 2010 |

| Đội tuyển quốc gia Hàn Quốc | Đội tuyển quốc gia Hàn Quốc | Đội tuyển quốc gia Hàn Quốc |
| Năm                         | Số trận                     | Bàn thắng                   |
| --------------------------- | --------------------------- | --------------------------- |
| 2008                        | 7                           | 3                           |
| 2009                        | 1                           | 0                           |
| 2010                        | 8                           | 1                           |
| 2011                        | 5                           | 0                           |
| 2012                        | 7                           | 1                           |
| 2013                        | 5                           | 0                           |
| 2014                        | 4                           | 0                           |
| 2015                        | 13                          | 0                           |
| 2016                        | 6                           | 0                           |
| 2017                        | 2                           | 0                           |
| Tổng                        | 58                          | 5                           |

## Danh hiệu

### Câu lạc bộ
FC Seoul
- K League 1 (1): 2016
- Cúp Liên đoàn (1): 2006

Jeonnam Dragons
- Cúp FA (1): 2007

Ulsan Hyundai
- Giải vô địch bóng đá các câu lạc bộ châu Á (1): 2012
- Cúp Liên đoàn (1): 2011

Al-Hilal
- Giải bóng đá vô địch quốc gia Ả Rập Xê Út: Á quân 2015–16
- King Cup of Vô địch (1): 2015
- Saudi Super Cup (1): 2015
- Cúp Hoàng tử Ả Rập Xê Út (1): 2015–16; Á quân 2014–15
- Giải vô địch bóng đá các câu lạc bộ châu Á: Á quân 2014

### Quốc tế
Hàn Quốc
- Cúp bóng đá châu Á: Á quân 2015
- Cúp bóng đá Đông Á (1): 2008

### Cá nhân
- Giải vô địch bóng đá các câu lạc bộ châu Á Dream Team: 2014
- Đội hình siêu sao Cúp bóng đá châu Á: 2015
- MVP trước Uzbekistan ở Cúp bóng đá châu Á 2015 Quarter-Final's Match